# Junction City (Wisconsin)
Junction City és una població dels Estats Units a l'estat de Wisconsin. Segons el cens del 2000 tenia 440 habitants.

## Demografia
Segons el cens del 2000, Junction City tenia 440 habitants, 169 habitatges, i 106 famílies. La densitat de població era de 142,8 habitants per km².
Dels 169 habitatges en un 33,7% hi vivien nens de menys de 18 anys, en un 45,6% hi vivien parelles casades, en un 13% dones solteres, i en un 36,7% no eren unitats familiars. En el 31,4% dels habitatges hi vivien persones soles el 15,4% de les quals corresponia a persones de 65 anys o més que vivien soles. El nombre mitjà de persones vivint en cada habitatge era de 2,6 i el nombre mitjà de persones que vivien en cada família era de 3,24.
Per edats la població es repartia de la següent manera: un 31,8% tenia menys de 18 anys, un 7,7% entre 18 i 24, un 31,4% entre 25 i 44, un 16,4% de 45 a 60 i un 12,7% 65 anys o més.
L'edat mediana era de 33 anys. Per cada 100 dones de 18 o més anys hi havia 88,7 homes.
La renda mediana per habitatge era de 33.750 $ i la renda mediana per família de 42.031 $. Els homes tenien una renda mediana de 31.375 $ mentre que les dones 22.727 $. La renda per capita de la població era de 17.648 $. Aproximadament el 13,9% de les famílies i el 15,8% de la població estaven per davall del llindar de pobresa.

## Poblacions més properes
El següent diagrama mostra les poblacions més properes.